# Rok Tičar
Rok Tičar (* 3. května 1989 Jesenice) je slovinský hokejista, který hraje Svenske hockeyligan za klub IK Oskarshamn. Je synem bývalého reprezentačního brankáře Klemena Tičara.

## Hráčská kariéra
Začínal v HK Kranjska Gora, s klubem HK Acroni Jesenice získal v letech 2010 a 2011 slovinský titul. Od roku 2011 působil v Německu v klubech Krefeld Pinguine a Kölner Haie, od roku 2014 hraje KHL, napřed za HC Slovan Bratislava, roku 2016 přestoupil do Jekatěrinburgu. Za slovinskou reprezentaci nastoupil na mistrovství světa v ledním hokeji elitní skupiny v letech 2011, 2013 a 2015 a na mistrovství světa v ledním hokeji – divize I 2009, 2010 (tehdy byl se sedmi brankami nejlepším střelcem turnaje), 2012, 2014 a 2016. Hrál také na olympiádě 2014, kde Slovinci dosáhli sedmým místem historického úspěchu, a v kvalifikaci na olympiádu 2018, kde v zápase o postup proti Bělorusku vstřelil oba góly svého týmu v normální hrací době a proměnil rozhodující nájezd.

## Ocenění a úspěchy
- 2010 MS D1-B – Nejlepší střelec
- 2012 MS D1-A – All-Star Tým
- 2013 MS – Top 3 nejlepší reprezentanti v družstvu Slovinska

## Klubové statistiky
| Sezona       | Klub                        | Soutěž       | Základní část | Základní část | Základní část | Základní část | Základní část | Základní část | Play off | Play off | Play off | Play off | Play off | Play off |
| Sezona       | Klub                        | Soutěž       | Z             | G             | A             | B             | TM            | +/-           | Z        | G        | A        | B        | TM       | +/-      |
| ------------ | --------------------------- | ------------ | ------------- | ------------- | ------------- | ------------- | ------------- | ------------- | -------- | -------- | -------- | -------- | -------- | -------- |
| 2005/06      | HK Jesenice                 | SHL-20       |               |               |               |               |               |               |          |          |          |          |          |          |
| 2005/06      | HK Kranjska Gora            | SHL          | 27            | 4             | 1             | 5             | 6             | —             | —        | —        | —        | —        | —        | —        |
| 2006/07      | HK Jesenice                 | SHL-20       | 18            | 22            | 14            | 36            | 24            | —             | 5        | 6        | 3        | 9        | 6        | —        |
| 2006/07      | HK Jesenice                 | SHL          | 22            | 8             | 6             | 14            | 39            | —             | —        | —        | —        | —        | —        | —        |
| 2007/08      | Timrå IK-20                 | SElit.       | 38            | 11            | 9             | 20            | 28            | −10           | 2        | 2        | 4        | 6        | 2        | +1       |
| 2007/08      | Timrå IK                    | Elit.        | 4             | 0             | 1             | 1             | 0             | 0             | —        | —        | —        | —        | —        | —        |
| 2008/09      | Timrå IK-20                 | SElit.       | 39            | 12            | 22            | 34            | 47            | −7            | —        | —        | —        | —        | —        | —        |
| 2008/09      | Timrå IK                    | Elit.        | 1             | 0             | 0             | 0             | 0             | 0             | —        | —        | —        | —        | —        | —        |
| 2009/10      | HK Jesenice                 | RHL          | 45            | 13            | 15            | 28            | 35            | −18           | —        | —        | —        | —        | —        | —        |
| 2009/10      | HK Jesenice                 | SHL          | 4             | 3             | 1             | 4             | 2             | —             | 6        | 4        | 5        | 9        | 2        | —        |
| 2010/11      | HK Jesenice                 | RHL          | 54            | 24            | 44            | 68            | 16            | +8            | —        | —        | —        | —        | —        | —        |
| 2010/11      | HK Jesenice                 | SHL          | 4             | 7             | 3             | 10            | 0             | —             | 4        | 1        | 3        | 4        | 12       | —        |
| 2011/12      | Krefeld Pinguine            | DEL          | 47            | 7             | 13            | 20            | 51            | –2            | —        | —        | —        | —        | —        | —        |
| 2012/13      | Kölner Haie                 | DEL          | 51            | 9             | 15            | 24            | 16            | +13           | 12       | 2        | 4        | 6        | 2        | +5       |
| 2013/14      | Kölner Haie                 | DEL          | 49            | 9             | 23            | 32            | 18            | +18           | 12       | 0        | 2        | 2        | 4        | –5       |
| 2014/15      | HC Slovan Bratislava        | KHL          | 59            | 11            | 19            | 30            | 30            | +11           | —        | —        | —        | —        | —        | —        |
| 2015/16      | HC Slovan Bratislava        | KHL          | 57            | 14            | 17            | 31            | 248           | +1            | 4        | 0        | 0        | 0        | 2        | –1       |
| 2016/17      | Avtomobilist Jekatěrinburgh | KHL          | 55            | 15            | 8             | 23            | 22            | −1            | —        | —        | —        | —        | —        | —        |
| 2017/18      | Avtomobilist Jekatěrinburgh | KHL          | 8             | 0             | 4             | 4             | 4             | −1            | —        | —        | —        | —        | —        | —        |
| 2017/18      | Torpedo Nižnij Novgorod     | KHL          | 15            | 0             | 3             | 3             | 10            | 0             | —        | —        | —        | —        | —        | —        |
| 2017/18      | Sibir Novosibirsk           | KHL          | 15            | 4             | 3             | 7             | 16            | 0             | —        | —        | —        | —        | —        | —        |
| 2018/19      | HC Rudá hvězda Kunlun       | KHL          | 12            | 0             | 2             | 2             | 4             | −2            | —        | —        | —        | —        | —        | —        |
| 2018/19      | Kolner Haie                 | DEL          | 13            | 3             | 3             | 6             | 2             | 6             | 11       | 1        | 5        | 6        | 4        | 3        |
| 2019/20      | IK Oskarshamn               | SHL          |               |               |               |               |               |               |          |          |          |          |          |          |
| Celkem v RHL | Celkem v RHL                | Celkem v RHL | 99            | 37            | 59            | 96            | 51            | –10           | —        | —        | —        | —        | —        | —        |
| Celkem v DEL | Celkem v DEL                | Celkem v DEL | 160           | 28            | 54            | 82            | 87            | +35           | 35       | 3        | 11       | 14       | 10       | +3       |
| Celkem v KHL | Celkem v KHL                | Celkem v KHL | 221           | 44            | 56            | 100           | 110           | −2            | 4        | 0        | 0        | 0        | 2        | –1       |

## Reprezentace
| Rok                    | Tým                    | Soutěž                 | Z  | G  | A  | B  | TM | +/− |
| ---------------------- | ---------------------- | ---------------------- | -- | -- | -- | -- | -- | --- |
| 2006                   | Slovinsko 18           | MS-18 D1               | 5  | 1  | 0  | 1  | 2  | +3  |
| 2007                   | Slovinsko 18           | MS-18 D1               | 5  | 2  | 4  | 6  | 2  | −3  |
| 2008                   | Slovinsko 20           | MSJ D1                 | 5  | 1  | 4  | 5  | 4  | +3  |
| 2009                   | Slovinsko 20           | MSJ D1                 | 5  | 2  | 5  | 7  | 0  | +2  |
| 2009                   | Slovinsko              | MS D1                  | 5  | 0  | 2  | 2  | 0  | +1  |
| 2010                   | Slovinsko              | MS D1                  | 5  | 7  | 3  | 10 | 2  | +4  |
| 2011                   | Slovinsko              | MS                     | 5  | 3  | 0  | 3  | 2  | +2  |
| 2012                   | Slovinsko              | MS D1                  | 5  | 3  | 3  | 6  | 4  | +4  |
| 2013                   | Slovinsko              | OH Q                   | 3  | 1  | 3  | 4  | 0  | ±0  |
| 2013                   | Slovinsko              | MS                     | 7  | 3  | 3  | 6  | 4  | ±0  |
| 2014                   | Slovinsko              | OH                     | 5  | 1  | 1  | 2  | 0  | –4  |
| 2015                   | Slovinsko              | MS                     | 7  | 0  | 2  | 2  | 2  | –6  |
| 2016                   | Slovinsko              | MS D1                  | 5  | 1  | 3  | 4  | 0  | +1  |
| Seniorská reprezentace | Seniorská reprezentace | Seniorská reprezentace | 47 | 22 | 20 | 42 | 14 | +2  |